# حي سعيد علي حيدره (أبين)
حي سعيد علي حيدره هو أحد أحياء مدينة جعار في محافظة أبين اليمنية. بلغ تعداد سكانه 4238 نسمة حسب التعداد السكاني في اليمن لعام 2004.